# Шелл-компания
Шелл-компания (англ. shell company [ʃel ˈkʌmpənɪ] — компания «оболочка», «пустышка») — подставная или фиктивная компания (синоним «фирмы-однодневки»), созданная третьими лицами для достижения тех или иных практических целей и сокрытия истинного выгодоприобретателя.

## Назначение
Владельцы бизнеса и индивидуальные предприниматели могут выиграть от компаний-оболочек во многих отношениях. Например, начинающий предприниматель может использовать корпорацию-оболочку для накопления денег, прежде чем компания официально выпустит акции. Компания, которая готовится к слиянию или приобретению, может сэкономить свои активы в компании-оболочке, чтобы упростить дело.
Корпорация также может использовать компании-оболочки  по соображениям безопасности. Например, компания может создать компанию-оболочку, если она работает в небезопасном регионе или работает с непопулярной компанией, с которой она не хочет связываться. Компания-оболочка может быть полезна во время процесса планирования управления частной недвижимостью, если для разделения активов богатого человека требуется нейтральная учетная запись. Даже тот, кто переживает неприятный развод, может использовать компанию-оболочку как способ защитить свои доходы от бывшей супруги.
Задачи, которые решаются при создании «шелл-компании», могут быть самыми различными, включая отмывание денежных средств, осуществление нелегальных или не вполне урегулированных национальным и международным законодательством коммерческих операций в пределах одного государства или за рубежом (например, «шелл-компании» создаются различными национальными и международными экстремистскими организациями для закупки вооружений для своих нужд, так как их истинным покупателям никто не осмелится продать что-либо подобное назови они свои подлинные реквизиты) и другие мероприятия сомнительного характера с точки зрения их легальности.

## Субъекты биржевой деятельности
Применительно к участникам биржевой торговли «шелл-компания» означает такую компанию, которая вышла на фондовую биржу, но впоследствии прекратила свою основную деятельность.
Типичная шелл-компания имеет следующие характеристики:
- Активы проданы в счёт покрытия обязательств; коммерческая деятельность приостановлена
- Отсутствует обременение судебными разбирательствами
- Находится в листинге на бирже
- Акции зарегистрированы, имеют официальные котировки (близкие к нулю, так как активов и оборота нет)

Шелл-компании можно классифицировать по двум признакам:
- По листингу — электронные доски объявлений внебиржевого рынка, «Розовые листы», NASDAQ, NYSE, AMEX;
- По процедурному признаку — торгуются или не торгуются их ценные бумаги, представление отчётности в надзорные органы

## Слияния и поглощения
В случае, если шелл-компания поглощается непубличной компанией, такая сделка называется обратным поглощением. Данный механизм позволяет ранее непубличной компании выйти на фондовый рынок, не выпуская собственный проспект эмиссии акций.